# 亞伯拉罕·林肯號航空母艦
亚伯拉罕·林肯号航空母舰（USS Abraham Lincoln CVN-72），或林肯號航空母艦，是美國尼米茲級核動力航空母艦的五號艦，由紐波特紐斯造船廠承造，起造於1984年，1988年下水。林肯號是以帶領美國走過南北戰爭的第16任總統亞伯拉罕·林肯為名，是美國海軍第二艘使用這名字的船艦——第一艘以林肯為名的軍艦是1960年時下水的乔治·华盛顿级彈道飛彈核潜艇──林肯號。

## 簡史
林肯號的建造合約在1982年12月27日由紐波特紐斯造船公司所取得，並於1984年11月3日安放龍骨。她在1988年2月13日下水，並在1989年11月11日進入服役狀態。

### 1990年代
林肯號於1990年9月移動到太平洋，她在西太平洋的首次部署就遇上了1991年5月28日爆發的海灣戰爭，隨即出發前往波斯灣。
當林肯號朝向印度洋時，碰上當時菲律賓呂宋島上的皮納圖博火山爆發，林肯號與其他23艘軍艦一同參與了撤離任務，從蘇比克灣海軍基地撤離超過45000人至宿務島的港口。這是有史以來最大的一次在和平時期的軍事撤離任務。
在撤離任務完成後，林肯號繼續前往波斯灣，進行事先的偵查任務和空中巡邏，以協助美軍和其他盟國部隊參與海灣戰爭。
在1992年初，林肯號参与支援南方守望行動，監視伊拉克南方的禁飛區。
1993年10月，林肯號前往索馬利亞的沿海地區，以協助聯合國在當地的人道任務。在4個星期裡，林肯號的機隊在摩加迪沙的上空進行巡邏，以支援重拾希望行動（Operation Restore Hope）。
1993年4月28日，林肯號成了有史以來第一艘接納女性飛行員的航空母艦。並於1994年10月24日離開聖地牙哥，開始進一步的更新訓練。就在隔天，该名女性飛行員卡拉·胡特格林（Kara Hultgreen），在驾驶F-14雄貓式戰鬥機降落時，由於發動機的故障和飛行員的疏失導致喪失動力而墜落海中而身亡。
林肯號的第三次部署開始於1995年4月前往波斯灣，再次協助南方守望行動。
林肯號在1998年6月開始第四次部署任務，同樣是前往波斯灣協助南方守望行動。那三個月正逢波斯灣幾年來最熱的一次夏季，飛行甲板上的溫度據稱達到了攝氏66度。
在1999年，林肯號參與了幾次美國海軍的內部演習。接著再次前往波斯灣協助南方守望任務。在這次部署中，整個航空母艦戰鬥群獲得優秀單位嘉獎（Meritorious Unit Commendation）的表揚。同時林肯號由於良好的指揮而獲得了有名的阿莱·伯克獎（Arleigh Burke Award）。

### 2000年代

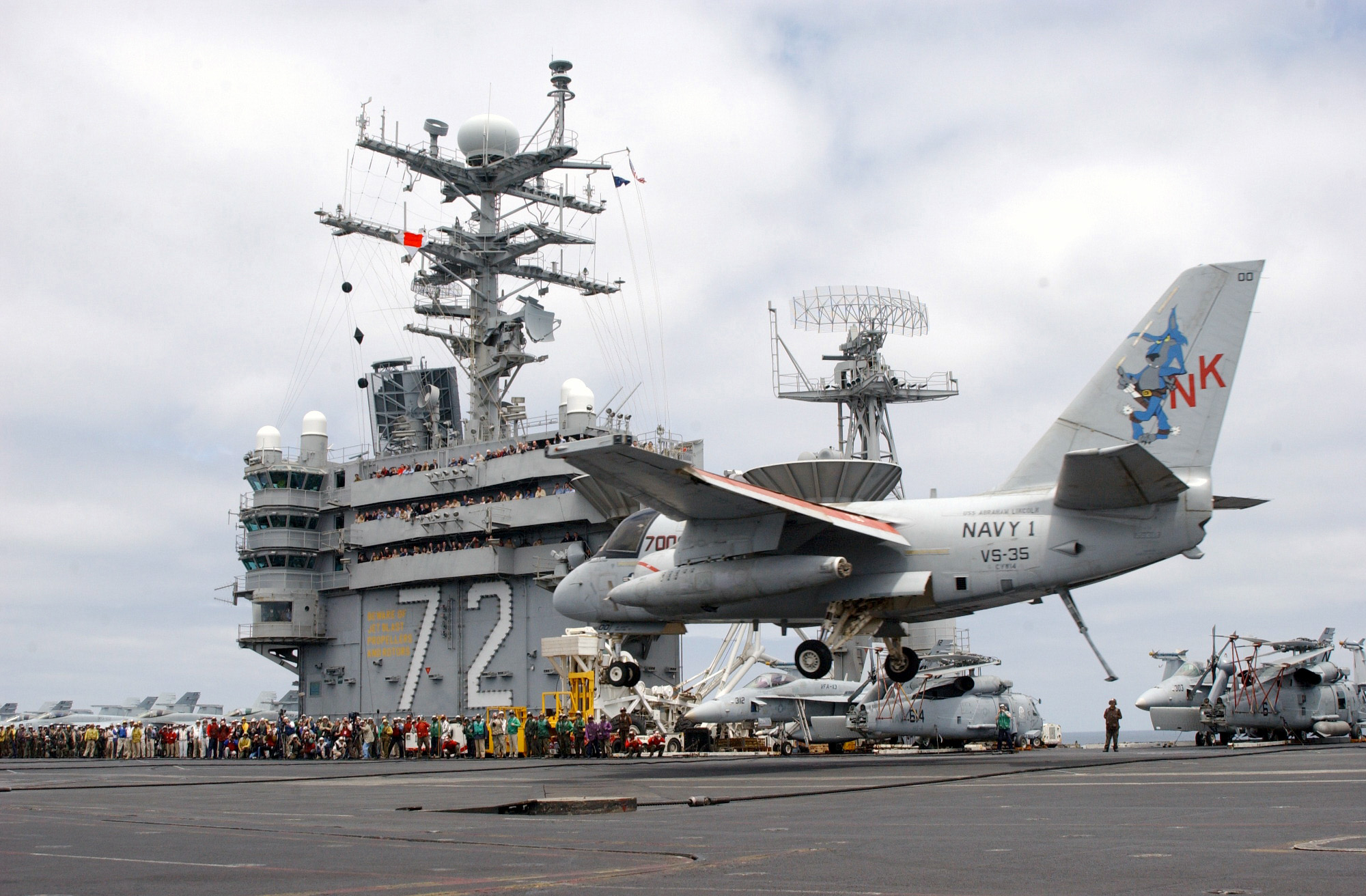
搭載總統喬治·W·布希、代號「海軍一號」的S-3B維京式反潛機在林肯號上降落。布希是歷史上第一個靠攔截索降落在航空母艦上的美國總統，在此之前的所有總統都是搭乘直昇機降落在航空母艦上。

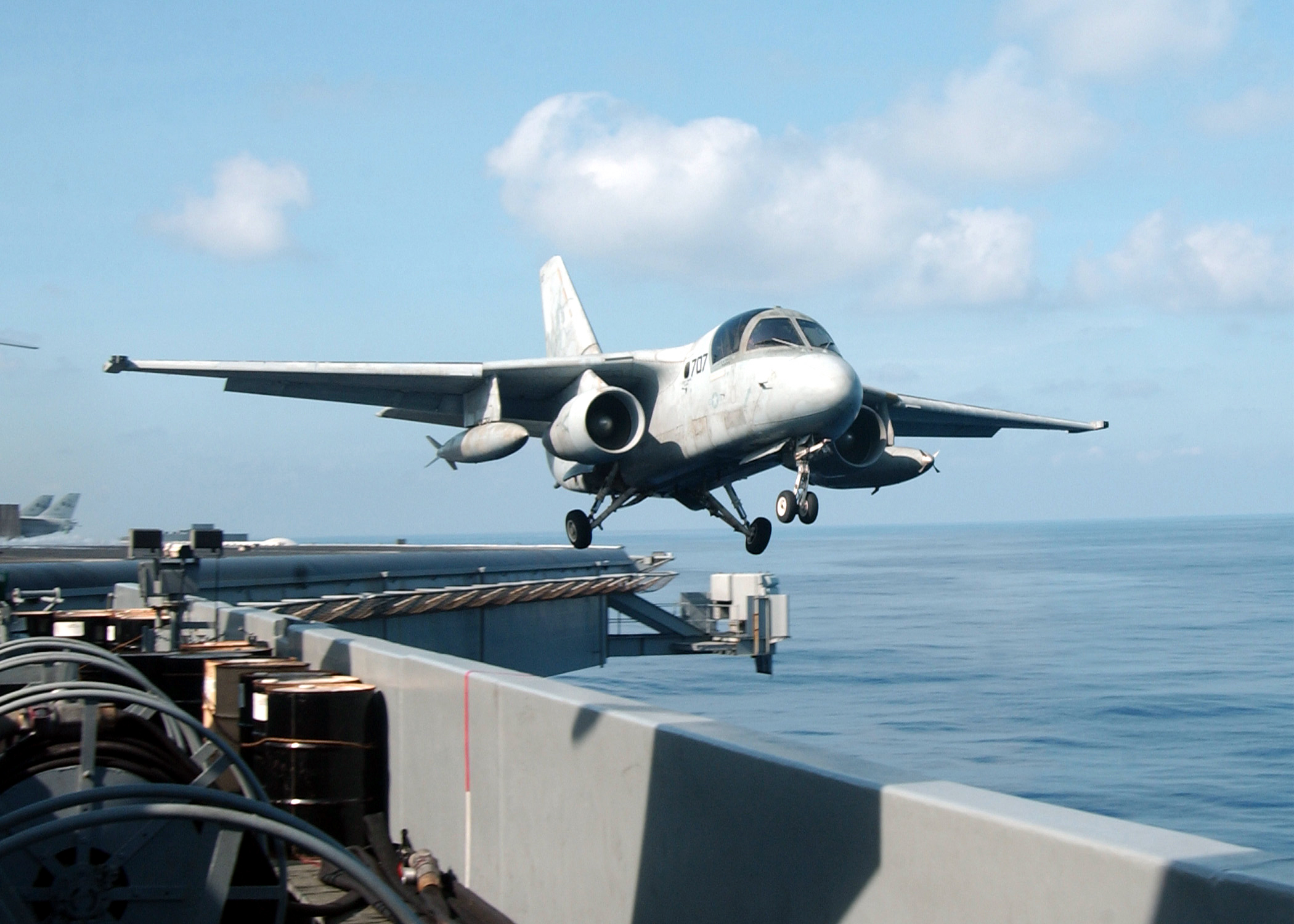
一架正在林肯號上起飛的S-3維京式。

當911恐怖攻擊事件發生時，林肯號正待在港口裡。在2002年7月20日林肯號前往支援持久自由军事行动，並再一次支援了南方守望任務，之後林肯號前往拜訪了澳大利亞的珀斯。在那裡林肯號接獲命令前往波斯灣參加美伊戰爭。
在美伊戰爭中，林肯號的機隊和其戰鬥群一同參與了最初對伊拉克的轟炸行動和空襲。在這次行動裡，林肯號的機隊进行了約16500次的飛行，並投射了160萬磅的彈藥。林肯號於2003年5月返回聖地牙哥，並獲得總統喬治·W·布希的參訪。
林肯號在2004年10月15日再次出海。當2004年印度洋大地震發生時，林肯號正停留在香港，為了協助正在進行的國際性救濟和救援行動，林肯號前往受災嚴重的蘇門答臘西海岸以提供人道救援。
2005年1月中旬，在印尼政府拒絕讓林肯號的機隊進行空中訓練後，由於依據規定航空母艦飛行員必須在2至3週內進行至少一次飛行練習，林肯號離開了印尼。儘管已經處在公海，林肯號仍繼續為印尼提供人道援助直到2月4日。在33天的援助行動中，林肯號和其戰鬥群投遞了共570萬磅的援助補給品。

### 2010年代
2010年9月，林肯号开始了它例行的在西太平洋和中东地区的部署。2011年2月初，在中东地区的任务由卡尔文森号接替后，林肯号航母舰队开始回航，2月14日和马来西亚王家海军联合举行了演习，2月16日抵达新加坡访问，接待了新加坡和其他国家的3000多客人上舰参观。同行的一艘导弹驱逐舰舒普号则于2月15日来到位于澳大利亚西岸的弗里曼特尔港进行访问。此时，另外一艘同属美国太平洋舰队的雷根号航母正在加州外海训练，也即将开始它在西太平洋和中东的部署行动。这样，每隔两到三个月，就有一个美国海军航母舰队由美国西岸出发，轮流前往东亚然后中东部署。它们在东亚主要进行港口访问并和盟友的海军举行联合演习。在中东（阿拉伯海）则有战斗任务，支持美国在伊拉克和阿富汗的军事行动。2月22日，文莱高级军事代表团访问了正在南中国海行驶的林肯号。3月6日，林肯号跨过国际日期变更线返抵东太平洋海域。3月10日，林肯号抵达夏威夷。3月14日，在长达6个月的部署即将结束的时候，载着约1000名林肯号官兵的家属还有5000名官兵的林肯号航母由夏威夷出发，开始了老虎游轮旅行。3月19日，林肯号航母抵达圣地亚哥，3月24日，回到母港即华盛顿州的艾弗雷特军港。6月27日，林肯号短暂出海航行。7月13日，林肯号再次出海赴南加州外海训练并参加在洛杉矶举行的海军周活动。
2011年12月7日，林肯号离开华盛顿州艾弗雷特海军基地，它将赴东亚和中东环球巡游，五个月后会抵达弗吉尼亚州诺佛克军港，接受长达五年的核动力航空母舰服役期中大修和核燃料重注工程。它在美国太平洋舰队的角色将由尼米兹号接替。与以往不同的是，卡尔文森号11月30日刚刚离开圣地亚哥也赴东亚和中东部署。两艘航母的部署时间上似有重叠，虽然林肯号这次部署兼带换母港。1月7日，林肯号抵达泰国林查班港访问。1月19日，林肯号抵达阿拉伯海并和即将返航的斯坦尼斯号举行了交接仪式。1月23日，林肯號航空母艦戰鬥群，通過霍爾木茲海峽進入波斯灣。2月1日至5日，林肯号访问巴林。
2013年3月-2017年5月，林肯号在Newport News船厂进行核燃料添加和整体大修。

### 2020年代
2022年1-8月，林肯号航母舰队在西太平洋执行了一次预定的巡航任务，范围包括了菲律宾海、南海、东海、苏禄海和日本海，访问了马尼拉港、横须贺和珍珠港基地。2022年11月11日，林肯號甲板上舉辦了由岡薩加大學對密西根大学的籃球賽事，並由岡蕯加大學最終以64-63取勝。2022年11月29日上午，亞伯拉罕·林肯號航空母艦发生了火灾。火災被撲滅，造成9人受伤。2023年2-10月，林肯号在圣地亚哥进行了一次8个月的保养(PIA)。
2024年7月，林肯号率领航母舰队开始西太平洋部署。8月，以色利和伊朗哈马斯的冲突升级，五角大楼命令林肯号航母舰队在结束和意大利海军航母的联合演习后加速驶往中东地区。 11月9-10日，美国海军陆战队的F-35C第五代战机从林肯号上起飞，对也门胡塞武装军事设施进行了攻击，这是F-35C装备美军以来第一次实战。 2024年11月17日，林肯号离开中东返回印太地区。 11月21日，美国驻马来西亚大使Edgard Kagan访问了林肯号。 11月23日，林肯号航空母舰与其第3航母打击群访问马来西亚，停靠在雪蘭莪巴生港口。这也是林肯号航空母舰自2010年后相隔14年再次到访马来西亚。 11月27日，林肯号离开马来西亚，28日进入南中国海。 12月2日进入菲律宾海后， 林肯号马不停蹄穿越太平洋，它的9个舰载机中队于12月15日前后分别飞回美国西海岸的各自的基地， 林肯号也在12月20日返回圣地亚哥。
2025年8月17日起，林肯号航母打击群前往阿拉斯加海域参加北方边缘2025演习。

## 资料来源
1. ↑  Polmar, Norman. . Annapolis, Maryland: Naval Institute Press. 2004: 112. ISBN 978-1-59114-685-8.
2. ↑  . Naval Vessel Register.   [12 May 2012]. （原始内容存档于2012年3月11日）.
3. ↑   (PDF).   [2021-04-15]. （原始内容 (PDF)存档于2017-05-01）.
4. ↑  . Navweaps.com. 29 April 1999  [2012-01-10]. （原始内容存档于2010-01-11）.
5. ↑  .   [2011-12-08]. （原始内容存档于2013-11-08）.
6. ↑  .   [2012-01-07]. （原始内容存档于2012-08-05）.
7. ↑  .   [2012-01-20]. （原始内容存档于2012-01-24）.
8. ↑  .   [2012-01-23]. （原始内容存档于2013-04-24）.
9. ↑  .   [2012-02-10]. （原始内容存档于2013-03-05）.
10. 1 2  . www.gonavy.jp.   [2024-09-01]. （原始内容存档于2010-12-16）.
11. ↑  . San Diego Union-Tribune. 2022-11-12  [2022-11-21]. （原始内容存档于2022-11-24） （美国英语）.
12. ↑  .   [2022-12-24]. （原始内容存档于2022-12-25）.
13. ↑  Redacción. . Zona Militar. 2024-08-27  [2024-09-01]. （原始内容存档于2024-09-01） （美国英语）.
14. ↑  . DVIDS.   [2024-11-25]. （原始内容存档于2025-02-22） （英语）.
15. ↑  .   [2024-11-25]. （原始内容存档于2024-12-28）.
16. ↑  .   [2024-11-25]. （原始内容存档于2025-01-25）.
17. ↑  Nizam, Fuad. . NST Online. 2024-11-23 （英语）.
18. ↑  Mahadzir, Dzirhan. . USNI News. 2024-11-28  [2024-11-30]. （原始内容存档于2024-12-13） （美国英语）.
19. ↑  Mahadzir, Dzirhan. . USNI News. 2024-12-06  [2024-12-07]. （原始内容存档于2025-01-14） （美国英语）.
20. ↑  . DVIDS.   [2024-12-15]. （原始内容存档于2025-02-22） （英语）.
21. ↑  Bravo, Christina. . NBC 7 San Diego. 2024-12-20  [2024-12-20]. （原始内容存档于2025-01-16） （美国英语）.
22. ↑  . San Diego Union-Tribune. 2025-08-18  [2025-08-19] （美国英语）.

## 外部連結
- 美國海軍官方網站*（页面存档备份，存于）